# Qualificazioni al campionato mondiale di calcio 2014 - UEFA - Fase a gironi, gruppo E

## Classifica
| Squadra  | Pt | G  | V | N | P | GF | GS | DR  |
| -------- | -- | -- | - | - | - | -- | -- | --- |
| Svizzera | 24 | 10 | 7 | 3 | 0 | 17 | 6  | +11 |
| Islanda  | 17 | 10 | 5 | 2 | 3 | 17 | 15 | +2  |
| Slovenia | 15 | 10 | 5 | 0 | 5 | 14 | 11 | +3  |
| Norvegia | 12 | 10 | 3 | 3 | 4 | 10 | 13 | -3  |
| Albania  | 11 | 10 | 3 | 2 | 5 | 9  | 11 | -2  |
| Cipro    | 5  | 10 | 1 | 2 | 7 | 4  | 15 | -11 |

## Risultati

### 1ª giornata
| Arbitro: | Artëm Kučin |

|                                              |           |           |
| Konstantinou 35’ (aut.) Çani 84’ Bogdani 87’ | Marcatori | 45’ Laban |

| Arbitro: | Paolo Tagliavento |

|  |           |                     |
|  | Marcatori | 20’ Xhaka 51’ Inler |

| Arbitro: | Antony Gautier |

|                             |           |  |
| Árnason 21’ Finnbogason 80’ | Marcatori |  |

### 2ª giornata
| Arbitro: | Sébastien Delferière |

|              |           |  |
| Makrides 57’ | Marcatori |  |

| Arbitro: | Fırat Aydınus |

|                                  |           |           |
| Henriksen 26’ Riise 90+3’ (rig.) | Marcatori | 15’ Šuler |

| Arbitro: | Ovidiu Hațegan |

|                              |           |  |
| Shaqiri 23’ Inler 68’ (rig.) | Marcatori |  |

### 3ª giornata
| Arbitro: | Tony Asumaa |

|          |           |                              |
| Çani 29’ | Marcatori | 20’ Bjarnason 81’ Sigurðsson |

| Arbitro: | David Fernández Borbalán |

|                |           |               |
| Gavranović 79’ | Marcatori | 81’ Hangeland |

| Arbitro: | Ivan Kružliak |

|                 |           |               |
| Matavž 38’, 62’ | Marcatori | 83’ Aloneftis |

### 4ª giornata
| Arbitro: | Paweł Gil |

|               |           |                                               |
| Aloneftis 42’ | Marcatori | 44’ Hangeland 81’ (rig.) Elyounoussi 83’ King |

| Arbitro: | Alan Kelly |

|  |           |                             |
|  | Marcatori | 66’ Barnetta 79’ Gavranović |

| Arbitro: | Martin Hansson |

|           |           |  |
| Roshi 36’ | Marcatori |  |

### 5ª giornata
| Arbitro: | Stavros Tritsonis |

|               |           |                     |
| Novakovič 34’ | Marcatori | 56’, 78’ Sigurðsson |

| Arbitro: | Kevin Blom |

|  |           |            |
|  | Marcatori | 67’ Salihi |

| Nicosia 23 marzo 2013, ore 18:30 UTC+2 | Cipro        | 0 – 0 referto | Svizzera | Stadio Neo GSP (2 045 spett.)\| Arbitro: \| Manuel Gräfe \| |
| Arbitro:                               | Manuel Gräfe |               |          |                                                             |

### 6ª giornata
| Arbitro: | William Collum |

|          |           |           |
| Rama 41’ | Marcatori | 87’ Høgli |

| Arbitro: | Felix Zwayer |

|                                      |           |                                               |
| Bjarnason 22’ Finnbogason 26’ (rig.) | Marcatori | 11’ Kirm 31’ (rig.) Birsa 61’ Cesar 86’ Krhin |

| Arbitro: | Paolo Silvio Mazzoleni |

|               |           |  |
| Seferović 90’ | Marcatori |  |

### 7ª giornata
| Arbitro: | Kenn Hansen |

|                          |           |  |
| Elyounoussi 43’ King 66’ | Marcatori |  |

| Arbitro: | István Vad |

|           |           |  |
| Kampl 19’ | Marcatori |  |

| Arbitro: | Sergej Karasëv |

|                                                     |           |                                           |
| Lichtsteiner 15’, 30’ Schär 27’ Džemaili 54’ (rig.) | Marcatori | 3’, 68’, 90+1’ Guðmundsson 56’ Sigþórsson |

### 8ª giornata
| Arbitro: | Ruddy Buquet |

|  |           |                          |
|  | Marcatori | 12’ Novakovič 80’ Iličič |

| Arbitro: | Martin Atkinson |

|                              |           |         |
| Bjarnason 14’ Sigþórsson 47’ | Marcatori | 9’ Rama |

| Arbitro: | Howard Webb |

|  |           |                |
|  | Marcatori | 12’, 51’ Schär |

### 9ª giornata
| Arbitro: | Pedro Proença |

|                   |           |                      |
| Salihi 88’ (rig.) | Marcatori | 47’ Shaqiri 77’ Lang |

| Arbitro: | István Vad |

|                               |           |  |
| Sigþórsson 60’ Sigurðsson 76’ | Marcatori |  |

| Arbitro: | Carlos Velasco Carballo |

|                         |           |  |
| Novakovič 13’, 15’, 49’ | Marcatori |  |

### 10ª giornata
| Nicosia 15 ottobre 2013, ore 19:00 UTC+3 | Cipro      | 0 – 0 referto | Albania | Stadio Neo GSP (594 spett.)\| Arbitro: \| Ivan Bebek \| |
| Arbitro:                                 | Ivan Bebek |               |         |                                                         |

| Arbitro: | Paolo Tagliavento |

|             |           |                |
| Braaten 30’ | Marcatori | 12’ Sigþórsson |

| Arbitro: | Björn Kuipers |

|           |           |  |
| Xhaka 74’ | Marcatori |  |

## Statistiche

### Classifica marcatori
5 gol
- Milivoje Novakovič

4 gol
- Gylfi Sigurðsson
- Kolbeinn Sigþórsson

3 gol
- Birkir Bjarnason
- Jóhann Berg Guðmundsson
- Fabian Schär

2 gol
- Edgar Çani
- Valdet Rama
- Hamdi Salihi
- Efstathios Aloneftis
- Alfreð Finnbogason
- Tarik Elyounoussi
- Brede Hangeland
- Joshua King
- Andraž Kirm
- Tim Matavž
- Mario Gavranović
- Gökhan Inler
- Stephan Lichtsteiner
- Xherdan Shaqiri
- Granit Xhaka

1 gol
- Erjon Bogdani
- Michalīs Kōnstantinou
- Odise Roshi
- Vincent Laban
- Kōnstantinos Makridīs
- Kári Árnason
- Markus Henriksen
- Tom Høgli
- John Arne Riise
- Daniel Braaten
- Valter Birsa
- Boštjan Cesar
- Josip Iličič
- Kevin Kampl
- Marko Šuler
- Tranquillo Barnetta
- Blerim Džemaili
- Haris Seferović
- Michael Lang